# 伊藤式恵美50型スポーツ機
伊藤式恵美50型スポーツ機（いとうしきえみ50がたスポーツき）は、日本の伊藤飛行機製作所が開発したスポーツ機。機体は未完成に終わっている。

## 概要
1931年（昭和6年）頃、伊藤は日本軽飛行機倶楽部で使用するべく、初歩練習機としても使用可能なスポーツ機として伊藤式恵美50型の設計・製作に着手したが、1933年（昭和8年）に製作は中止された。
機体は当時の日本製飛行機としては先進的なパラソル翼を主翼とした単葉機で、コックピットの配置は並列複座を採用していた。エンジンは、日本陸軍から払い下げられた三型滑走機から転用したアンザニ製のものを装備する予定だったが、出力不足と振動から実用に耐えない状態であることが判明し、製作中止の主因となった。
なお、伊藤式恵美50型は伊藤で自主開発された最後の飛行機となった。

## 諸元（計画値）
出典：『日本航空機総集 九州・日立・昭和・日飛・諸社篇』 103,127頁。
- 全長：6.90 m
- 全幅：11.50 m
- 全高：2.27 m
- 主翼面積：20.0 m2
- 自重：300 kg
- 全備重量：500 kg
- エンジン：アンザニ 空冷星型3気筒（35 hp） × 1
- 最大速度：120 km/h
- 上昇限度：4,000 m
- 航続時間：3.5時間
- 乗員：1名[3]あるいは2名[1]